# Is It Any Wonder? (EP)
Is It Any Wonder? (del inglés Es alguna maravilla?) es un EP del músico británico David Bowie, publicado en febrero de 2020. Significó el primer lanzamiento de Bowie en el año 2020. Es un conjunto de rarezas inéditas que se lanzaron semanalmente por separado, hasta su publicación unitaria.

## Contexto
Parlophone anunció en el cumpleaños no. 73 de Bowie, el 8 de enero de 2020, el lanzamiento de un EP con rarezas del artista. Los temas fueron lanzados uno por uno desde su anuncio hasta el 14 de febrero. Fue lanzado como edición limitada en formatos CD y LP y en edición digital.
Los temas incluidos son algunas versiones de temas de Bowie ya publicados, tanto como solista como miembro de Tin Machine.
El 20 de marzo salió en formato físico.

## Contenido

### Canciones
Cada canción se lanzó como sencillo y contó con su propia portada.
The Man Who Sold The World (ChangesNowBowie Version) fue lanzado el 8 de enero. Sirvió de sencillo promocional de éste EP y de un lanzamiento posterior llamado ChangesNowBowie, que está disponible en formato digital desde abril de 2020. La canción se grabó en noviembre de 1996, para el especial radial de la BBC del cumpleaños no. 50 del artista, el 8 de enero de 1997.
I Can Read 97' fue lanzado el 16 de enero. En su versión original fue lanzada en el debut de Tin Machine, en 1989. Se regrabó para Earthling en 1996 pero fue reemplazada a último minuto por The Last Thing You Should Do.
Stay 97' fue lanzado el 23 de enero. Su versión primaria fue parte del álbum de 1976 Station to Station. Fue regrabada en 1997.
Baby Universal 97' fue lanzado el 30 de enero. Se grabó en 1990 para el álbum de Tin Machine, Tin Machine II. La canción en su versión original salió en 1991. Fue regrabada y desechada para ser lado B de I'm Afraid of Americans y del álbum Earthling.
Nuts fue lanzado el 6 de febrero. Se grabó en 1996 durante las sesiones en que se grabó también la canción de Earthling The Last Thing You should Do, que salió como sencillo a último minuto, puesto que Bowie planeaba lanzar Nuts en lugar de esta última.
The Man Who Sold The World (Live Eno Mix) fue lanzado el 13 de febrero, siendo el último sencillo del EP. Era la cara B del sencillo Stranger When We Meet en 1995. Se remezcló como promoción al álbum Outside, la cual fue mezclada por Brian Eno en 1995.
Fun (Clownboy Mix) fue el reemplazo de The Man Who Sold The World en la versión en físico del EP. Es una versión alternativa del clásico de 1975 Fame y que se interpretó en la gira del álbum Earthling de 1996.

### Portada
La fotografía se tomó durante las sesiones de Earthling, en 1997. En ella se puede ver a Bowie con el cabello corto en punta de color anaranjado, sentando en una silla de madera y apoyado de un lavabo blanco.